# تراگانینا، ویکتوریا
تراگانینا (به انگلیسی: Truganina) یک منطقهٔ مسکونی در استرالیا است که در ویکتوریا (استرالیا) واقع شده‌است.